# Hypothallus

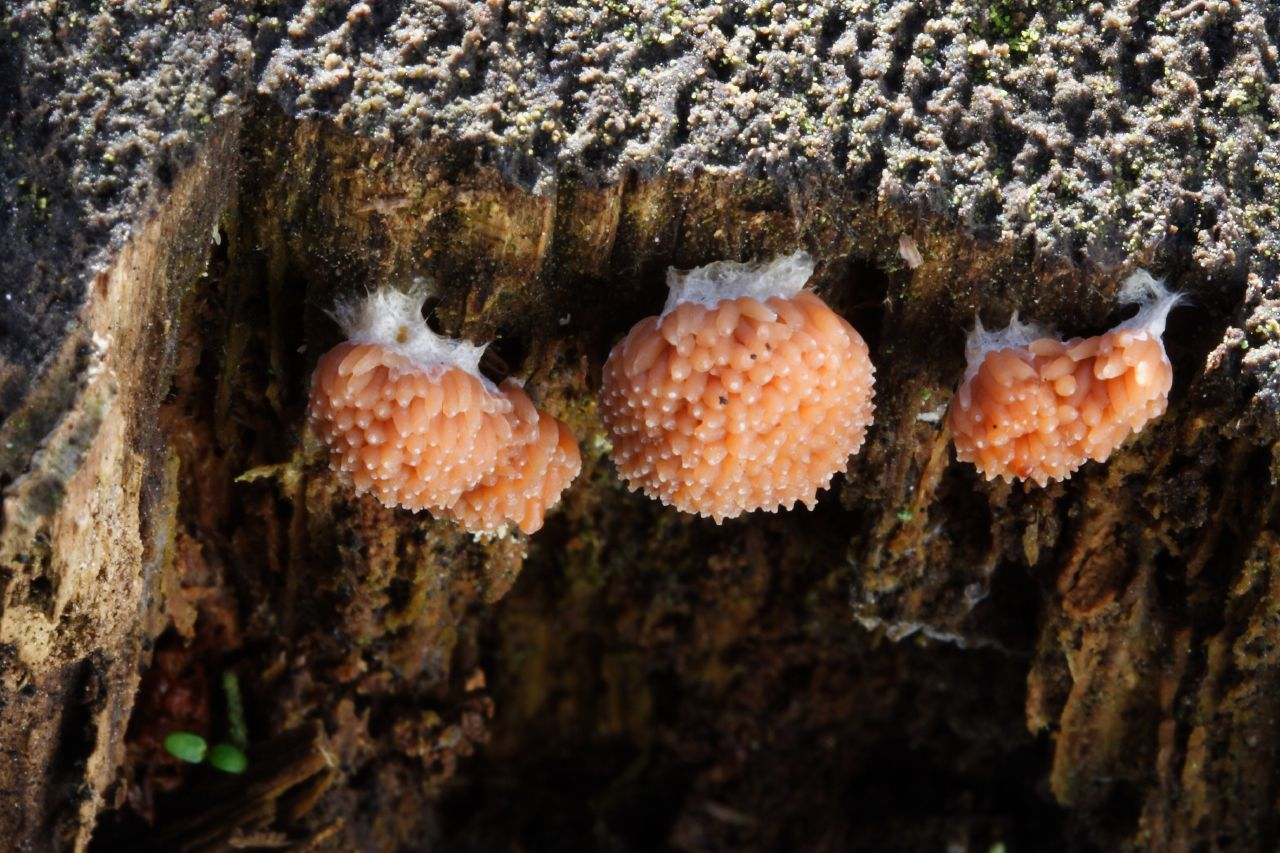
Vruchtlichamen van een slijmzwam, waarschijnlijk Tubifera ferruginosa. Het hypothallus is duidelijk zichtbaar als een sponsachtige, witte basis

Het hypothallus is bij echte slijmzwammen, korstmossen en bij soorten van de familie Clavicipitaceae de laag waarop het vruchtlichaam zit, in contact met het substraat. Het woord is afgeleid van de oude Griekse woord hypó en thallós, hetgeen letterlijk betekent zoiets als "onder het thallus".
Het hypothallus wordt geproduceerd door het plasmodium aan het begin van de vruchtvorming. Afhankelijk van de soort kan het vliezig tot dik of zacht tot stevig en bijna transparant tot felgekleurd zijn. Het kan een individueel vruchtlichaam omringen, of een aaneengesloten verbinding vormen tussen meerdere vruchtlichamen. In zeldzame gevallen ontbreekt het volledig.
Bij korstmossen is het hypothallus de zwartachtige onderste laag van het thallus die rhizenen produceert, waarmee de korstmos zich aan zijn substraat hecht.